# Unterburg (Fronhausen)
Die Unterburg in Fronhausen ist eine ursprüngliche Wasserburg und späteres Schloss in der Burgstraße der Gemeinde Fronhausen im Landkreis Marburg-Biedenkopf in Hessen.

## Geschichte
1367 wurde nach der Erbteilung die Unterburg durch Craft Vogt von Fronhausen als hessisches Lehen erbaut. siehe auch Oberburg
Im 15. und 16. Jahrhundert war die Unterburg im Besitz mehrerer Familien. Nachdem 1584 das letzte männliche Mitglied der Familie Vogt von Fronhausen ausgestorben war, kam die Unterburg 1585 durch Erbe an die Schenken von Schweinsberg. 1589 fiel die Unterburg an Hessen, war zeitweise Wohnsitz des landgräflichen Schultheißen und kam 1917 durch Kauf wieder an die Schenken von Schweinsberg.

## Beschreibung
Die Unterburg, deren Grundmauern im Neubau erhalten sind und deren ehemalige Wassergräben in der heutigen Parkanlage untergegangen sind, zeigt das gut erhaltene Schloss, einen großen gotischen Steinbau mit Kreuzstockfenstern und barockem Mansarddach, dessen Torbau mit einem Wirtschaftsgebäude verbunden ist, mit 1945 restauriertem Fachwerk.